# Teatro Principe
Il teatro Principe è un teatro nel centro di Milano in Viale Bligny 52, adibito a luogo per sfilate di moda e anche come palazzetto dello sport per incontri di boxe.

## Storia
Aperto nel 1949, ha chiuso nel 1967. Il teatro è stato utilizzato come set per alcune scene del film Rocco e i suoi fratelli. Dal 1949 al 1961 è stato utilizzato come location per sfilate di moda, eventi per il salone del mobile e arena ospitante incontri di boxe (celebri pugili che hanno combattuto al Teatro Principe sono stati Duilio Loi, Nino Benvenuti, Sandro Lopopolo, Carmelo Bossi e Tiberio Mitri).
La chiusura definitiva la si ha nel 1996, per poi essere adibita come edificio bancario. Il 5 dicembre 2014 il palazzetto riapre per ospitare l'incontro di apertura del campionato italiano di pugilato dei pesi welter, che è stato trasmesso in diretta televisiva da Rai Sport 1 e che ha visto protagonisti Antonio Moscatiello e Riccardo Pintaudi, al match presenzia tra il pubblico Biotti. Nel 2021 è stato completamente ristrutturato dalla nuova proprietà, ampliando la capienza a 675 persone e migliorandone l'acustica, risultando così uno dei più grandi spazi polifunzionali nel centro di Milano.